# Eugène Chirié
Eugène Charles Paul Chirié, né à Marseille (Bouches-du-Rhône) le 16 septembre 1902 et mort à Marseille le 3 mai 1984, est un architecte français, urbaniste, décorateur actif de 1928 à 1979, principalement en région Provence-Alpes-Côte d’Azur. Il s'imposera dans les années 30 comme un spécialiste de l'architecture cinématographique dans sa région.

## Biographie
Fils d’entrepreneur en bâtiment, Eugène Chirié étudie à l’École régionale d’architecture de Marseille de 1921 à 1924 dans les ateliers d’Etienne Bentz puis de Gaston Castel. Il poursuit ses études en 1924-1926 à l’École Nationale Supérieure des Beaux-arts de Paris (atelier de Marcel Lambert et de Paul Bigot) dont il sort diplômé en juin 1926. De retour à Marseille, il travaille à nouveau dans l’agence de Gaston Castel, architecte en chef du département des Bouches-du-Rhône.

### Architecte cinématographique 1928-1939
En 1928, Eugène Chirié ouvre sa propre agence d'architecture. Il va rapidement développer une clientèle locale d'entrepreneurs et d'hommes d'affaires pour laquelle il conçoit des édifices relevant principalement de programmes commerciaux dans lesquels l’aspect décoratif est prépondérant : cinémas, cafés, restaurants, hôtels, boutiques. Ces premières commandes seront marseillaises : le fleuriste "Dyens" (1928); la rénovation du salon de thé "la maison Linder" (1929); le café "Fisher" (1930).
En 1930, il modernise le Gyptis, célèbre salle de la Belle de Mai, pour l'adapter au cinéma parlant à la demande d'un exploitant marseillais Guy Maïa. L'avènement du cinéma sonore au début des années 1930 demande une modification des salles de spectacles, Eugène Chirié va très vite devenir le spécialiste de cette architecture technique en construisant ou rénovant la plupart des temples du cinéma marseillais, mais aussi de la région. Il signera entre autres les "Pathé Palace" de Marseille et Lyon pour la Société de Gérance des Cinémas Pathé, le Casino de Constantine en Algérie, le Majestic à Nîmes et le Palace de Béziers par Mr Pezet autre exploitant de salles.
Son gout des arts décoratifs et ses relations commerciales, malgré l'absence de commande officielle vont permettre à Eugène Chirié, jeune architecte de traverser la Grande Dépression de 1929 et de se faire une réputation avant la Seconde Guerre mondiale principalement en renouvelant les codes de l’architecture commerciale et du loisir. Son style fait référence à l'architecture paquebot, le Ciné-Madeleine (1938, Devenu le Pathé Madeleine, à Marseille avenue Foch) en est un exemple, dessinant des hublots, des bastingages, des proues de navire,.

#### LePathé-Palace de Lyon

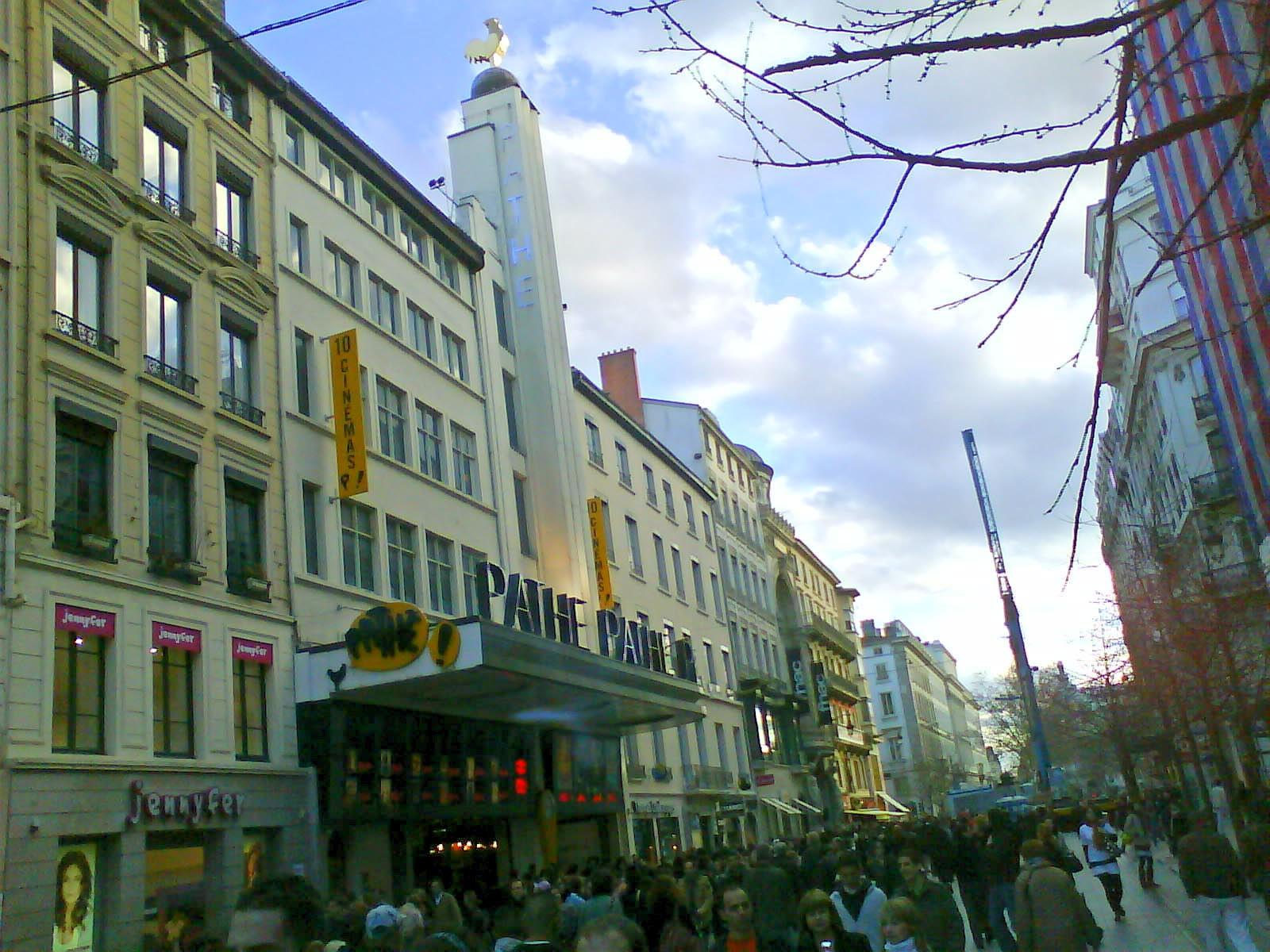
Pathé Palace de Lyon.

La création d'un palais pouvant accueillir 1800 spectateurs, premier chantier d'envergure confié à un jeune architecte, un budget très important, place le Pathé-Palace parmi les projets d'architecture cinématographique les plus ambitieux des premières années d'Eugène Chirié.

« Si les modalités d'obtention de la commande du Pathé-Palace restent imprécises, les conséquences en sont claires ; ce bâtiment constitue un tournant pour Eugène Chirié. Le succès du cinéma lyonnais est largement relayé dans la presse marseillaise ; un journaliste de L'Effort Cinématographique, revue corporative locale, propulse l'architecte au rang de « Spécialiste des salles ». Paradoxalement, le Pathé-Palace de Lyon, révélateur du talent d'Eugène Chirié, reste une exception dans son parcours. Sans lui ouvrir les portes d'une carrière nationale, il permet au jeune homme de s'imposer définitivement auprès des exploitants de salles qui animent la scène provençale. »

#### Quelques réalisations de cette période
Cinéma Gyptis, 1100 places (Marseille, 1930-1932 et 1938) ; Cinéma Majestic (Nîmes, 1931) ; Dancing de l’hôtel Bristol (1931) ; Cinéma Provence, 600 places (Marseille, 1931-1933) ; Cinéma Pathé-Palace, 1800 places (Lyon, 1931-1933) ; Cinéma Comœdia (Aix-en-Provence, 1932) ; Palais du cinéma (Béziers, 1932) ; Cinéma Pathé-Palace, 1600 places (Marseille, 1932) ; Cinéma Régent (Marseille, 1932), futur cinéma Hollywood, 1200 places (1938) ; Cinéma Rex, 1800 places (Marseille, 1932-1933 et 1937) ; Casino municipal de Constantine (1932-1934) ; Cinéma Odéon, 1750 places (Marseille, 1933-1936) ; Palais du cinéma (Gardanne, 1933) ; Café Mori’s (1933) ; restaurant Gardanne (1933) ; Brasserie La Canebière (1933-1934) ; Cinéma Rialto 1070 places (Marseille, 1933) ; Cinéma Comœdia (Toulon, 1934) ; Cinéma Eldorado, 1200 places (Marseille, 1934) ; Palais du cinéma (Avignon, 1934) ; Cinéma Studio 39 (Marseille, 1934) ; Cinéma Oddo (Marseille, 1936), futur cinéma Forum/Plaza, 790 places (1938) ; Restaurant Basso (1937-1938); Cinéma Palladium (Avignon, 1937), futur cinéma ABC (1939) ; Cinéma Ciné-Madeleine, 1400 places (Marseille, 1938) ; Cinéma Lacydon (Marseille, 1938) ; Cinéma Variétés (Marseille, 1938) ; Cinéma Capitole (Toulon, 1939) ; Cinéma Cinévog (Toulon, 1939) ; Cinéma Colbert (Marseille, 1939-1940) ; Cinéma Rex (Bastia, 1939) ; Cinéma Vauban, 650 places (Marseille, 1939-1940) ; Cinéma Vox (Berre, 1939).
Dans un esprit plus fonctionnaliste, Eugène Chirié aborde l’architecture industrielle au travers de commandes conséquentes. À Marseille, il réalise ainsi les locaux de l’Imprimerie nouvelle (1928), la Coopération pharmaceutique française (1930-1931), la Chaudronnerie industrielle (1932) ainsi que plusieurs garages pour les Etablissements Barthélémy et Collard (1929-1931 et 1931-1932). Il réalise aussi des programmes d’habitation à Marseille, Cassis, Sanary, Cannes, des villas empreintes de régionalisme. Il aménage aussi des appartements pour Mr Maïa (1931), Vidal-Naquet (1934-1935) et une dizaine d’immeubles de rapport à Marseille adoptent une esthétique moderne et raffinée, très proche de celle de Michel Roux-Spitz. On peut citer le 317-319, avenue du Prado à Marseille (1933).

### Reconstruction, PTT et RTF
Mobilisé en août 1939  au service de l’Intendance d'Aix-en-Provence, Eugène Chirié est responsable de la tuilerie des Milles en vue de son utilisation comme un camp d’internement pour étrangers et l’installation de régiments indochinois. Il est démobilisé en juillet 1940 et réduit à une quasi-inactivité jusqu’à la Libération.

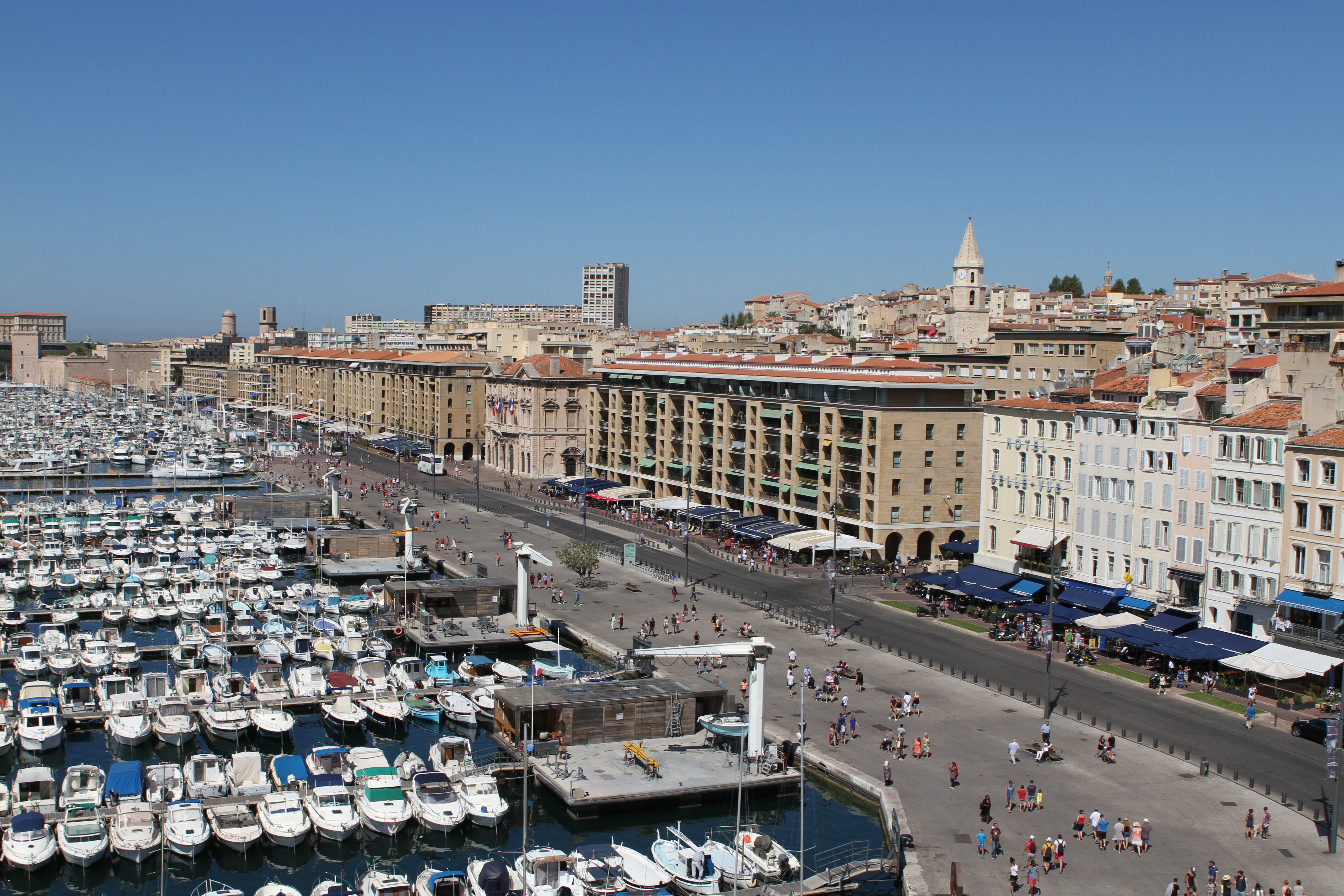
Le Vieux Port.

Agréé par le ministère de la Reconstruction et de l’Urbanisme, il participe à la reconstruction du Vieux-Port de Marseille (îlot Villeneuve-Bargemon) avec Jean Rozan.

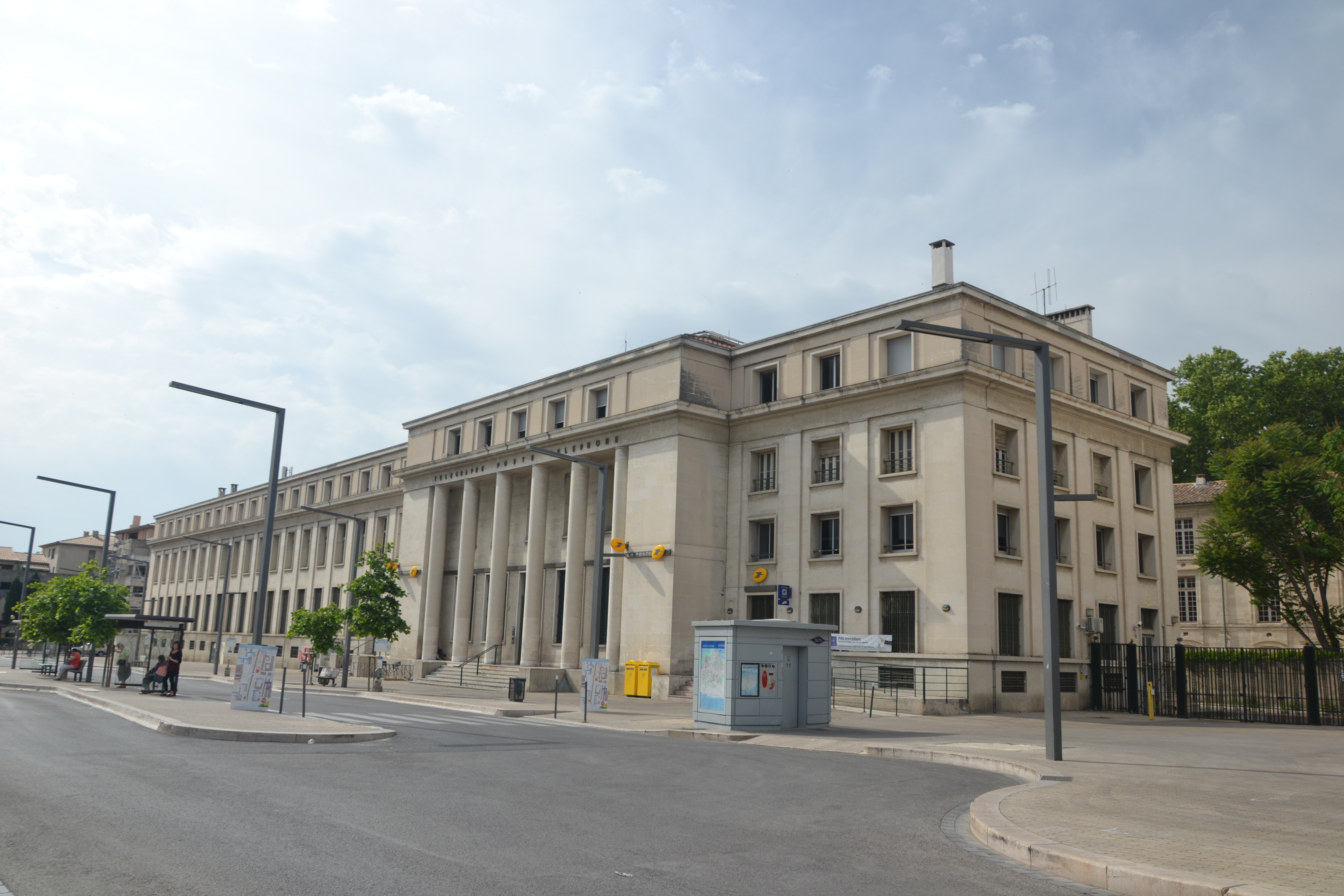
Hôtel des postes d'Avignon

En 1944, Eugène Chirié est nommé architecte régional des PTT et de la RTF, poste qu'il occupera jusqu'en 1967, puis architecte honoraire jusqu'en 1976. Au sortir de la guerre, sa principale activité sera de remettre en état ou de moderniser les bâtiments de ses administrations, mais rapidement il va participer à la politique d’équipement du territoire national lancée par l'administration postale. Eugène Chirié édifie ainsi de nouveaux bâtiments aux styles modernes en milieu citadin ou régional plus formel dans les villages et villes moyennes. Le bâtiment emblématique de cette période est l'hôtel des postes d'Avignon. Les modèles d'Eugène Chirié seront largement diffusés en France et contribueront à renouveler l’identité architecturale de l’administration postale.

### L'agence Chirié

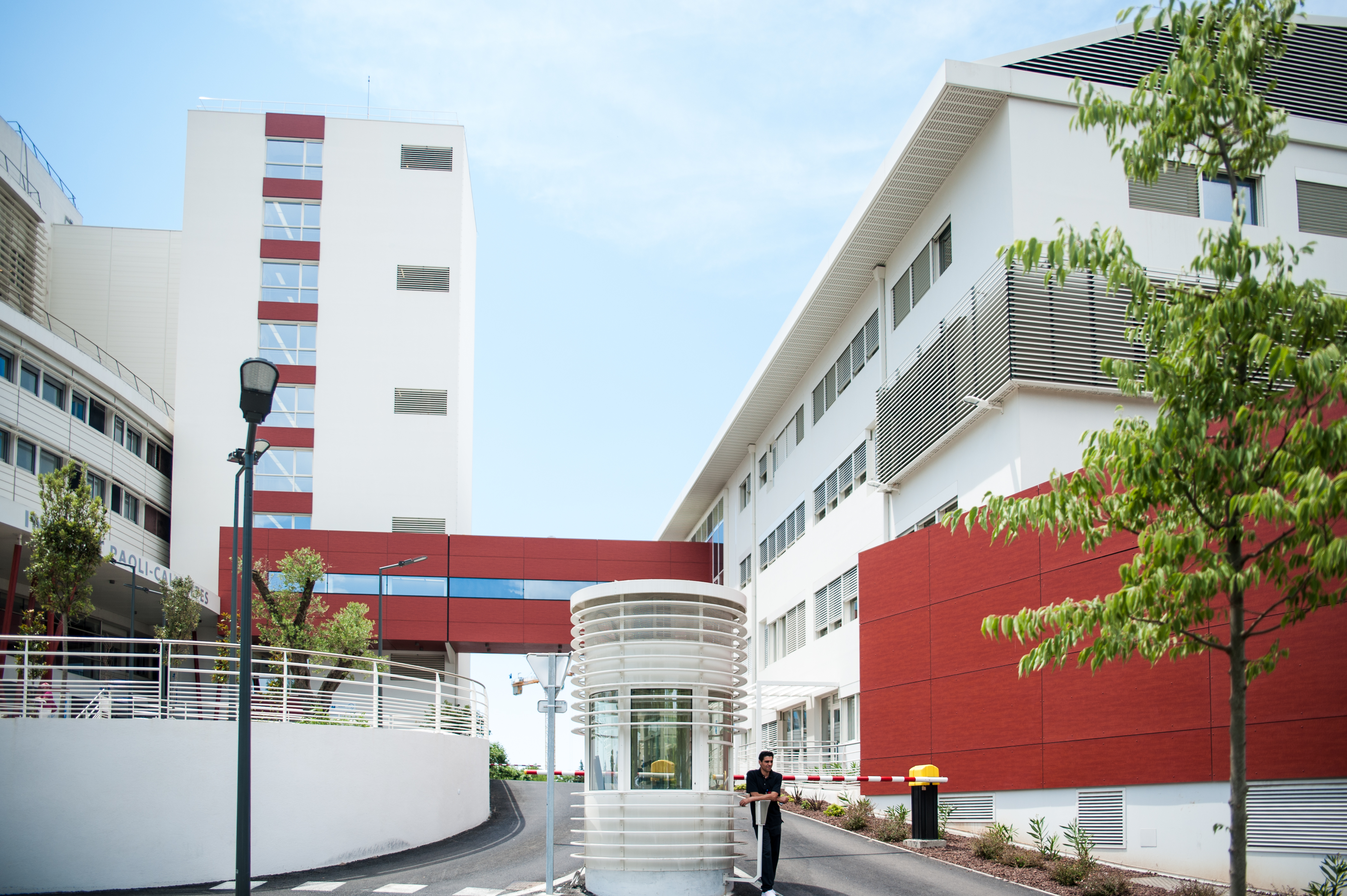
L'Institut Paoli-Calmettes à Marseille.

Depuis le milieu des années 1950, ses deux fils aînés, Pierre (né en 1928, diplômé en 1962) et Jacques (né en 1929, diplômé en 1956) apportent du sang neuf au travail de leur père, introduisant de nouvelles méthodes, en particulier un effort de théorisation, une approche du projet fondée sur la pluridisciplinarité ou encore des réflexions d’ordre bioclimatique. Les trois hommes mènent à bien des opérations d’une envergure nouvelle qu’il s’agisse d’architecture hospitalière (Institut Paoli-Calmettes, 1963-1968) ou de grands ensembles marseillais (La Sauvagère, 1955-1962 ; La Maurelette, 1962-1969) qu’ils traitent de façon originale et sensible[réf. nécessaire].
Eugène Chirié cesse toute activité en 1979 mais l’agence continue de fonctionner jusqu’en 1994.
 [vidéo] « Agence Chirié, un siècle d’architecture à Marseille », 2005